# Qandilit
Qandilit (gesprochen: Kandilit) ist ein sehr selten vorkommendes Mineral aus der Mineralklasse der „Oxide und Hydroxide“ mit der Endgliedzusammensetzung Mg2Ti4+O4 und ist damit chemisch gesehen ein Magnesium-Titan-Oxid. Strukturell zählt Qandilit zur Gruppe der Spinelle.
Qandilit kristallisiert im kubischen Kristallsystem und entwickelt oktaedrische Kristall bis etwa 2,3 mm Größe, kommt aber auch in Form körniger Mineral-Aggregate vor. Das Mineral is in jeder Form undurchsichtig (opak) und zeigt auf den Oberflächen der schwarzen Kristalle einen metallischen Glanz. Auch seine Strichfarbe ist schwarz. Unter dem Auflichtmikroskop erscheint Qandilit dagegen grau mit einem blassrosa Stich.

## Etymologie und Geschichte
Entdeckt wurde Qandilit in den als Qandil-Gruppe bezeichneten, metamorphen Gesteinen am Berg Dupezeh bei Qala Diza (Qeladze, قلعة دزة) im Gouvernement as-Sulaimaniyya in der Autonomen Region Kurdistan im Nord-Irak. Die Analyse und Erstbeschreibung erfolgte durch H. M. Al-Hermezi, der das Mineral nach dessen Typlokalität benannte.
Al-Hermezi reichte seine Untersuchungsergebnisse und den gewählten Namen 1980 zur Prüfung an die International Mineralogical Association (interne Eingangsnummer der IMA: 1980-046), die den Qandilit als eigenständige Mineralart anerkannte. Publiziert wurde die Erstbeschreibung im Dezember 1985 im Fachmagazin Mineralogical Magazine. Die seit 2021 ebenfalls von der IMA/CNMNC anerkannte Kurzbezeichnung (auch Mineral-Symbol) von MineralName lautet „Qnd“.
Das Typmaterial des Minerals wird an der University of Strathclyde in Glasgow und im Royal Museum in Edinburgh in Schottland, im Nationalmuseum der Naturwissenschaften in Tokio (Japan) sowie im Mines ParisTech (auch École des mines de Paris) und im Muséum national d’histoire naturelle in Paris (Frankreich) aufbewahrt.

## Klassifikation
Die strukturelle Klassifikation der IMA zählt den Qandilit zur Spinell-Supergruppe, wo er zusammen mit Ahrensit, Brunogeierit, Filipstadit, Ringwoodit, Tegengrenit und Ulvöspinell die Ulvöspinell-Untergruppe innerhalb der Oxispinelle bildet.
Da der Qandilit erst 1980 als eigenständiges Mineral anerkannt wurde, ist er in der seit 1977 veralteten 8. Auflage der Mineralsystematik nach Strunz war der Qandilit noch nicht aufgeführt.
Im zuletzt 2018 überarbeiteten „Lapis-Mineralienverzeichnis“, das sich im Aufbau noch nach dieser alten Form der Systematik von Karl Hugo Strunz richtet, erhielt das Mineral die System- und Mineralnummer IV/B.04-030. In der Lapis-Systematik entspricht dies der Klasse der „Oxide und Hydroxide“ und dort der Abteilung „Oxide mit dem Stoffmengenverhältnis Metall : Sauerstoff = 3 : 4 (Spinelltyp M3O4 und verwandte Verbindungen)“, wo Qandilit zusammen mit Brunogeierit, Coulsonit, Magnesiocoulsonit, Ulvöspinell und Vuorelainenit die Gruppe der „V/Ti/Ge-Spinelle“ mit der Systemnummer IV/B.04 bildet.
Die von der IMA zuletzt 2009 aktualisierte 9. Auflage der Strunz’schen Mineralsystematik ordnet den Qandilit ebenfalls in die Abteilung „Metall : Sauerstoff = 3 : 4 und vergleichbare“ ein. Diese ist weiter unterteilt nach der relativen Größe der beteiligten Kationen, so dass das Mineral entsprechend seiner Zusammensetzung in der Unterabteilung „Mit ausschließlich mittelgroßen Kationen“ zu finden ist, wo es zusammen mit Chromit, Cochromit, Coulsonit, Cuprospinell, Filipstadit, Franklinit, Gahnit, Galaxit, Hercynit, Jakobsit, Magnesiochromit, Magnesiocoulsonit, Magnesioferrit, Magnetit, Manganochromit, Spinell, Trevorit, Ulvöspinell, Vuorelainenit und Zincochromit die „Spinellgruppe“ mit der Systemnummer 4.BB.05 bildet.
In der vorwiegend im englischen Sprachraum gebräuchlichen Systematik der Minerale nach Dana hat Qandilit die System- und Mineralnummer 07.02.05.01. Dies entspricht ebenfalls der Klasse der „Oxide und Hydroxide“ und dort der Abteilung „Mehrfache Oxide“. Hier findet er sich innerhalb der Unterabteilung „Mehrfache Oxide (A+B2+)2X4, Spinellgruppe“ in der „Titan-Untergruppe“, in der auch Ulvöspinell eingeordnet ist.

## Chemismus
Die Endgliedzusammensetzung Mg2TiO4 besteht aus 30,29 Gew.-% Magnesium (Mg), 29,83 Gew.-% Titan (Ti) und 39,88 Gew.-% Sauerstoff (O). Die Elektronenstrahlmikroanalyse an Proben aus der Typlokalität Qandil, Dupezeh enthielten allerdings zusätzlich einen bedeutenden Anteil an Eisen in der Form von 28,27 % Fe2O3 und 10,32 % FeO. Hinzu treten geringe Beimengungen von 4,83 % Al2O3 und 0,76 % MnO sowie Spuren von 0,02 % Siliciumdioxid (SiO2). Basierend auf vier Sauerstoffatomen ergibt damit die empirische Zusammensetzung (Mg1.32Fe3+0.41Fe2+0.26Mn0.02)Σ=2.01(Ti0.06Fe3+0.23Al0.17)Σ=1.00O4.

## Kristallstruktur
Qandilit kristallisiert kubisch in der Raumgruppe Fd3m (Raumgruppen-Nr. 227) mit dem Gitterparameter a = 8,40 Å sowie 8 Formeleinheiten pro Elementarzelle.

## Eigenschaften
In kalter Salzsäure ist Qandilit nur teilweise, in heißer Salzsäure (50 %) sowie in heißer Schwefelsäure (H2SO4) und heißer Salpetersäure dagegen vollständig löslich.
Mit einer Mohshärte von 7 gehört Qandilit zu den harten Mineralen, da er ähnlich wie das Referenzmineral Quarz in der Lage ist, einfaches Fensterglas zu ritzen. Im Gegensatz zu den meisten anderen Spinellen zeigt Qandilit eine vollkommene Spaltbarkeit nach dem Oktaeder {111}.
Seine magnetischen Eigenschaften sind ähnlich stark wie die von Magnetit.

## Bildung und Fundorte
An seiner Typlokalität am Dupezeh im Irak bildete sich Qandilit in forsteritreichen metamorphisierten Gesteinen in Kontakt mit Kaersutitreichem gebändertem Diorit. Neben Forsterit fanden hier als weitere Begleitminerale noch Calcit, Perowskit und Spinell.
Qandilit gehört zu den sehr seltenen Mineralbildungen und konnte entsprechend bisher in nur wenigen Proben nachgewiesen werden. Weltweit sind bisher nur rund 10 Vorkommen für Qyndilit dokumentiert (Stand 2024). Seine Typlokalität Dupezeh ist dabei der bisher einzige bekannte Fundort im Irak.
Europaweit fand sich das Mineral bisher nur in der zur Gemeinde Cusano Mutri gehörenden Bauxit-Lagerstätte Regia Piana und in den Vulkangesteinen des Somma-Vesuv-Komplexes in der italienischen Region Kampanien sowie bei Allt Guibhsachain nahe Ballachulish in den schottischen Highlands.
Weltweit kennt man Qandilit noch aus den Lamproitfeldern im Distrikt Nalgonda des indischen Bundesstaats Telangana, den Edelmetall-Lagerstätten des Kondjor-Massivs im Aldanhochland in der Republik Sacha (Jakutien) beziehungsweise der Region Chabarowsk im russischen Föderationskreis Ferner Osten sowie am Fundpunkt Kimberlite 73 bei Hermansville im Menominee County des US-Bundesstaates Michigan.